# Parafia Świętej Trójcy w Chojnie
Parafia pod wezwaniem Świętej Trójcy w Chojnie – parafia należąca do dekanatu Chojna, archidiecezji szczecińsko-kamieńskiej, metropolii szczecińsko-kamieńskiej. Jedna z parafii rzymskokatolickich w Chojnie. Została erygowana 4 marca 1974 roku. Kościół parafialny poaugustiański pw. św. Trójcy został wybudowany w XIV wieku. Mieści się przy ulicy Malarskiej.
Na terenie parafii znajduje się, będący w odbudowie, lecz wykorzystywany już na cele liturgiczne kościół Mariacki.